# Тихомирова, Любовь Андреевна
Любовь Андреевна Тихомирова (11 июля 1936 — 12 мая 2018) — советская работница сельского хозяйства, бригадир колхоза, Герой Социалистического Труда.

## Биография
Родилась 11 июля 1936 года в хуторе Туриловка Миллеровского района Ростовской области.
Трудовую деятельность начала в 1953 году разнорабочей на Каменской ТЭЦ. В 1954 году, после окончания курсов, была переведена помощником машиниста. В Каменске-Шахтинском вышла замуж. Затем начала работать в сельском хозяйстве и в 1957—1959 годах трудилась разнорабочей в бригаде № 2 совхоза «Путь к коммунизму» Миллеровского района, а в 1959—1969 годах работала дояркой на молочно-товарной ферме.
В марте 1969 года Тихомирова возглавила первую на Дону женскую тракторную бригаду. И в первый же год бригада собрала с каждого гектара на 2 центнера больше, чем в среднем по колхозу. О женской тракторной бригаде заговорили в газетах и по радио. На Всесоюзном съезде колхозников она была избрана членом президиума и в своем выступлении бросила клич: «Смелее, подруги! Нам вполне по плечу профессия механизатора. Женщины — на трактор!». И её призыв был услышан — уже в 1970 году на Дону было 13 женских тракторных бригад, к середине 1980 года — около 80.
В 1972 году Любовь Андреевна вступила в КПСС. В 1979 году окончила Донецкий сельскохозяйственный техникум по специальности агроном. Занималась общественной деятельностью — была депутатом Верховного Совета РСФСР 9-го и 10-го созывов (1975—1985 годы) и членом президиума Верховного Совета РСФСР (1975), постоянным членом районного комитета партии, депутатом райсовета, членом правления колхоза и делегатом III Всесоюзного съезда колхозников (1969).
Жила на хуторе Венделеевка Миллеровского района Ростовской области. Умерла 12 мая 2018 года.

## Награды
- Указом Президиума Верховного Совета СССР от 10 февраля 1975 года за выдающиеся успехи, достигнутые во всесоюзном соревновании, и проявленную трудовую доблесть в досрочном выполнении заданий девятой пятилетки и принятых обязательств по увеличению производства и продажи государству продуктов земледелия Тихомировой Любови Андреевне присвоено звание Героя Социалистического Труда с вручением ордена Ленина и золотой медали «Серп и Молот».
- Награждена орденами Трудового Красного Знамени и «Знак Почёта», а также медалями.
- Обладатель Всесоюзного приза трудовой славы имени Прасковьи Ангелиной (1976).
- Почётный гражданин г. Миллерово и Миллеровского района.[1]
- В апреле 2014 года по случаю 35-летия образования в Ростовской области женских тракторных бригад, три бригадира женских тракторных бригад Миллеровского района, в числе которых и Л. А. Тихомирова, были поощрены Благодарственными письмами Главы Администрации (Губернатора) Ростовской области.[2]